# منتخب بريطانيا العظمى تحت 18 سنة لهوكي الجليد للرجال
منتخب بريطانيا العظمى تحت 18 سنة لهوكي الجليد للرجال هو ممثل بريطانيا العظمى تحت 18 سنة الرسمي في المنافسات الدولية في هوكي الجليد.